# Gigantactis longicirra
Gigantactis longicirra is een straalvinnige vissensoort uit de familie van wipneuzen (Gigantactinidae). De wetenschappelijke naam van de soort is voor het eerst geldig gepubliceerd in 1939 door Waterman.